# Российский союз автостраховщиков
Российский союз автостраховщиков (РСА) — некоммерческая организация, общероссийское профессиональное объединение страховщиков, осуществляющих обязательное страхование гражданской ответственности владельцев транспортных средств.
Организация учреждена 8 августа 2002 года, и осуществляет свою деятельность в соответствии с законом «Об обязательном страховании гражданской ответственности владельцев транспортных средств».
По состоянию на начало 2021 года РСА насчитывал:
- 41 страховую компанию — как действительных членов[2] и
- 1 страховую компанию — наблюдателя[3].

## Функции и полномочия профессионального объединения страховщиков
Профессиональное объединение страховщиков:
- обеспечивает взаимодействие своих членов при осуществлении ими обязательного страхования, разрабатывает и устанавливает обязательные для профессионального объединения и его членов правила профессиональной деятельности и контролирует их соблюдение;
- представляет и защищает в органах государственной власти, органах местного самоуправления, иных органах и организациях интересы, связанные с осуществлением членами профессионального объединения обязательного страхования;
- осуществляет компенсационные выплаты потерпевшим в соответствии с учредительными документами профессионального объединения и требованиями закона;

Профессиональное объединение страховщиков вправе:
- формировать и использовать информационные ресурсы, содержащие сведения об обязательном страховании, в том числе сведения о договорах обязательного страхования и страховых случаях, персональные данные о страхователях и потерпевших, с обеспечением установленных законодательством Российской Федерации требований о защите информации ограниченного доступа;
- осуществлять защиту в суде интересов членов профессионального объединения, связанных с осуществлением ими обязательного страхования;
- осуществлять возложенные на него в соответствии с законодательством Российской Федерации функции по информационному и организационно-техническому обеспечению реализации закона, в том числе функции, связанные с деятельностью членов профессионального объединения в рамках международных систем страхования[4].

1 июля 2016 года начата кампания по переходу страховщиков ОСАГО на продажу полисов на новых бланках.

## Представительства
Российский Союз Автостраховщиков имеет представительства в следующих регионах:
- в Дальневосточном федеральном округе (г. Хабаровск, Хабаровский край)
- в Приволжском федеральном округе (г. Нижний Новгород, Нижегородская область)
- в Северо-западном федеральном округе (г. Санкт-Петербург)
- в Сибирском федеральном округе (г. Новосибирск, Новосибирская область)
- в Уральском федеральном округе (г. Екатеринбург, Свердловская область)
- в Южном федеральном округе (г. Ростов-на-Дону, Ростовская область)

## Компенсационные выплаты
В соответствии с законом, РСА осуществляет ряд компенсационных выплат пострадавшим в дорожно-транспортных происшествиях:
- в случае, если у страховой компании в которой был застрахована ответственность виновника происшествия была отозвана лицензия или же она была признана банкротом;
- если виновник происшествия неизвестен;
- если в нарушение закона ответственность виновника происшествия не была застрахована.

Для осуществления компенсационных выплат страховые компании — члены РСА формируют резервный фонд в сумме 3 % от собранных страховых премий.

### Проблема роста объёма выплат по долгам компаний-банкротов
На 1 октября 2009 года лицензия была отозвана у 36 страховщиков ОСАГО, по их долгам РСА уже выплатил 2,8 млрд руб. С июля 2009 года союз выплачивал по 400 млн руб. компенсаций в месяц. К началу 2021 года число компаний, вышедших (по разным причинам) из РСА и прекративших страхование ОСАГО, достигло 186.